# ويليام إف. كلايتون
ويليام إف. كلايتون هو سياسي أمريكي، ولد في 20 سبتمبر 1923، وتوفي في 20 أبريل 2017 في سو فولز في الولايات المتحدة. نشط حزبياً في الحزب الجمهوري. وقد انتخب عضو مجلس نواب داكوتا الجنوبية ‏.